# Prvenstvo SR Hrvatske u rukometu za omladince
Prvenstva SR Hrvatske u rukometu za uzrast "omladinaca" (do 18 godina, danas "juniori") su igrana igrana od 1965. do 1991. godine. Organizirao ih je "Rukometni savez Hrvatske". 
 
Prvenstva su igrani kao turniri s pozvanim momčadima, ili nakon kvalifikacija, ili odigravanja regionalnih i lokalnih liga. Uz omladinske selekcije klubova, na natjecanju su povremeno sudjelovale i omladinske selekcije gradova, lokalnih saveza ili srednjih škola. Od 1971. godine je prvenstvo SR Hrvatske bilo kvalifikacijsko za prvenstvo Jugoslavije za omladince. 

## Pregled prvenstava
| godina | datumi održavanja        | mjesto održavanja | momčadi | prvak                  | doprvak                     | napomene                                                                  |
| ------ | ------------------------ | ----------------- | ------- | ---------------------- | --------------------------- | ------------------------------------------------------------------------- |
| 1965.  | 20. – 22. lipnja 1965.   | Zagreb            | 15      | Reprezentacija Zagreba | Reprezentacija Virovitice   |                                                                           |
| 1966.  | 26. – 27. lipnja 1966.   | Zagreb            | 14      | Drvodjelac Virovitica  | Vihor Zagreb                |                                                                           |
| 1967.  | 3. – 5. srpnja 1967.     | Zagreb            | 15      | Partizan Bjelovar      | Reprezentacija Virovitice   |                                                                           |
| 1968.  | 22. – 23. lipnja 1968.   | Zagreb            | 6 (12)  | Partizan Bjelovar      | Srednjoškolski centar Labin | s prvenstva je diskvalificirano šest momčadi radi nepotpune dokumentacije |
| 1969.  | 28. – 29. lipnja 1969.   | Zagreb            | 14      | Split                  | Dubovac Karlovac            |                                                                           |
| 1970.  | 6. – 7. srpnja 1970.     | Zagreb            | 19      | Dubovac Karlovac       | Radnički Slavonski Brod     |                                                                           |
| 1971.  | 29. – 30. lipnja 1971.   | Zagreb            | 13      | Split                  | Varteks Varaždin            | uoči prvenstva kvalifikacije u 3 zone                                     |
| 1972.  | 27. – 28. lipnja 1972.   | Zagreb            | 10      | Reprezentacija Rijeke  | Partizan Bjelovar           |                                                                           |
| 1973.  | 2. – 3. srpnja 1973.     | Zagreb            | 17      | Partizan Bjelovar      | Kvarner Rijeka              |                                                                           |
| 1974.  | 15. – 16. lipnja 1974.   | Zagreb            | 15      | Reprezentacija Zagreba | Partizan Bjelovar           |                                                                           |
| 1975.  | 16. lipnja 1975.         | Zagreb            | 6       | Kvarner Rijeka         | Industromontaža Kutina      | nakon kvalifikacija po područjima Rukometnih saveza Zajednica općina      |
| 1976.  | 21. – 22. lipnja 1976.   | Zagreb            | 7       | Split                  | Kvarner Rijeka              |                                                                           |
| 1977.  | 23. – 24. lipnja 1977.   | Zagreb            | 7       | RSZO Zagreb            | RSZO Rijeka                 | sudjelovale su selekcije Rukometnih saveza Zajednica općina               |
| 1977.  | 22. siječnja 1978.       | Zagreb            | 6       | Zagreb                 | Partizan Bjelovar           |                                                                           |
| 1978.  | 20. – 21. siječnja 1979. | Rijeka            | 6       | Kvarner Rijeka         | Borac Zagreb                |                                                                           |
| 1979.  | 26. – 27. lipnja 1980.   | Bjelovar          | 5       | Partizan Bjelovar      | Borac Zagreb                |                                                                           |
| 1980.  | 17. – 18. siječnja 1981. | Pula              | 10      | Borac Zagreb           | Partizan Bjelovar           | sudjelovali prvaci Rukometnih saveza Zajednica općina                     |
| 1981.  | 23. – 24. siječnja 1982. | Umag              | 10      | Split                  | Borac Zagreb                | sudjelovali prvaci Rukometnih saveza Zajednica općina                     |
| 1982.  | 21. – 22. siječnja 1983. | Trogir            | 10      | Zagreb-Viadukt         | Partizan Bjelovar           | sudjelovali prvaci Rukometnih saveza Zajednica općina                     |
| 1983.  | 17. – 18. prosinca 1983. | Umag              | 9       | Sirela Bjelovar        | Mehanika Metković           | sudjelovali prvaci Rukometnih saveza Zajednica općina                     |
| 1984.  | 5. – 6. siječnja 1985.   | Bjelovar          | 10      | Zagreb                 | Partizan Bjelovar           | sudjelovali prvaci Rukometnih saveza Zajednica općina                     |
| 1985.  | 21. – 22. studenog 1985. | Sisak             | 10      | Zagreb-Chromos         | Borac-Papirtrade Zagreb     | sudjelovali prvaci Rukometnih saveza Zajednica općina                     |
| 1986.  |                          |                   |         |                        |                             |                                                                           |
| 1987.  |                          |                   |         |                        |                             |                                                                           |
| 1988.  |                          |                   |         |                        |                             |                                                                           |
| 1988.  |                          |                   |         |                        |                             |                                                                           |
| 1989.  |                          |                   |         |                        |                             |                                                                           |
| 1990.  |                          |                   |         |                        |                             |                                                                           |
| 1991.  |                          |                   |         |                        |                             |                                                                           |

## Unutrašnje poveznice
- Popis hrvatskih rukometnih prvaka
- Prvenstvo SR Hrvatske u rukometu za mlađe omladince
- Prvenstvo SR Hrvatske u rukometu za pionire
- Prvenstvo Hrvatske u rukometu za juniore
- Prvenstvo Hrvatske u rukometu za kadete
- Prvenstvo Hrvatske u rukometu za mlađe kadete
- Prvenstvo Jugoslavije u rukometu za omladince